# Timothy Snyder
Timothy D. Snyder (sinh ngày 18 tháng 8 năm 1969) là một sử gia Hoa Kỳ. Ông là giáo sư Lịch sử tại Yale University, chuyên về lịch sử của Trung và Đông Âu, và Holocaust. Trong năm 2013–2014, ông đã giữ ghế Philippe Roman Lịch sử quốc tế tại London School of Economics and Political Science Ông cũng là hội viên của Institut für die Wissenschaften vom Menschen (Viện khoa học về con người) tại Viên và College of Europe in Natolin, Ba Lan. Snyder ngoài ra cũng là thành viên của Council on Foreign Relations (Ủy ban quan hệ Quốc tế).